# بيت الغبان
المدارة هي الجزء الغربي من بيت الغبان بني حطام وفيها يقع المسجد الكبير ببيت الغبان وتتميز بإطلالتها على وادي العين وتنشر من حولها القبور وكان يقع في جنوبها قبر يعظم وهو قبر راكب الوحش الذي يمجده الصوفية في ذلك المكان إلا أنه تم هدمه على مراحل كان آخرها عام 2008 وبسبب ذلك تم سجن بعض الشباب المباشرين للهدم وانتشرت السنة ومذهب السلف في تلك البقاع وفي بيت الغبان وبني حطام ككل.
وهي قرية تقع في عزلة بني حطام وصاب السافل التابعة لمحافظة ذمار جنوب صنعاء اليمن تنتسب إلى قبائل همدان اليمنية شمال شرقي صنعاء.
نبغ من تلك القرية علماء وطلبة علم منهم سالم محمد غبان وحسن يحي غبان وعلي حسن غبان ومحمد سالم محمد غبان وحمود أحمد عبد الله غبان ومحمد بن محمد غبان واغترب مجموعة من أبناء القرية ودرسوا في الجامعة الإسلامية بالمدينة المنورة كان منهم الشيخ / محمد عمر محمد غبان إمام وخطيب الجامع الأثري في تبوك بالمملكة العربية السعودية و/ محمد عزي قايدمدير مدرسة الشهيد الخادم والشيخ / محمد علي فتيني غبان والشيخ / عبد الله عمر عايض غبان والشيخ الدكتور محمد بن عبد الله بن عايض غبان والاستاذ/ عبد السلام محمد غبان ومن طلبة العلم أحمدعبدالله غبان (الملقب) الوصابي مشرف دار الحديث بدماج وأخيه خالد الوصابي إمام مسجد الخير في صنعاء والوالد الأستاذ حسن قايد الغبان المتوفى في يوم 14 شعبان 1430 وكذلك الحافظ لكتاب الله والمقرئ عبد الله غالب عبده الغبان والمتوفي عام 1428هـ.[بحاجة لمصدر]
وتعتبر أكبر قرية في وصاب من عزلة بني حطام وتتميز بموقع جغرافي هام إذ تمر الطريق الرئيسية من خلالها قبل افتتاح الطريق الذي يمر بنقيل الشيبة وهي منطقة غير مأهولة تم شق الطريق فيها لتسهيل حركة السير ما أدى إلى اهتزاز حركة السير والتجارة في منطقة بني حطام.

## أقسام القرية
تقسم قرية بيت الغبان إلى مناطق سكنية صغيرة متصلة ببعضها كالتالي
1. بيت العالية
2. بيت السافلة
3. المدارة
4. عرض الدار
5. الكبة
6. راس النقيل
7. الحدية
8. الشناخب
9. المدقة
10. الشعب الداخلي
11. الشرف
12. أدنى المغربة
13. بيت إبراهيم
14. نقيل الواسط
15. كبة شعب الصيفي

## المذهب الفقهي
منذ القدم لا يزال أهل وصاب يدينون بالمذهب السني الشافعي وكان لقربها من مدينة زبيد العلمية التأريخية الأثر في رحيل طلبة علم إليها للدراسة وطلب العلوم الشرعية. 

## الخدمات المتوفرة
- وفرت الدولة وبعد مدة طويلة من المعاناة خدمة الكهرباء بالمولدات ونظام العدادات وتم تشغيل المحطة إلا أن المشروع تمت خصخصته من أول وهلة مما أدى إلى ظلم الملاك الجدد لمحظة الكهرباء وكأن شيئاً لم يكن فأصبحت الكهرباء ثقلاً بدلأ من خدمة يستنفع بها الناس.
- لا يزال أهل تلك البلاد يعانون من اعتمادهم على الآبار الجوفية اليدوية وعدم وجود آبار ارتوازية بالرغم من توافر بعض الإمكانيات إلا أن الطبيعة المسالة لأهالي تلك البلاد جعلهم مهضومون من قبل الدولة وتسلط بعض المخربين والفاسدين وامساكهم بزمام الأمور في المجالس المحلية وتقاسم الكعكة بينهم.
- خدمة الهاتف الثابت والنقال لم تكن متوافر إلا بشكل ضئيل ومقتصرة على الهاتف الثابت إلى أنه في الآونة الأخير تم ضخ كم من الأرقام الهاتفية لأبناء تلك المنطقة وتم استغلال المسألة تجارياً وليس من السهل الحصول على خط هاتفي في تلك المنطقة, وقامت شركات الاتصالات النقالة بوضع أبراج لاسلكية قريب من تلك المنطقة مما أدى إلى تغطية جزئية لتلك المنطقة...

## الزراعة
تشتهر بيت الغبان كباقي قرى وصاب بالزراعة الموسمية المعتمدة كلياً على مياه الأمطار لطبيعتها الجبلية ويقوم الناس بزراعة الذرة الرفيعة والذرة الشامية كمحصولين أساسيين في تلك البلادوتعاني القرية من شحة مياه الشرب ويعتمد السكان على الهجرة والاغتراب حيث أن أكثر من نصف سكان القرية إما مغتربون في المملكة العربية السعوودية أويعملون في مدن يمنية وتشهد القرية حركة بناء واسعة ومياهها الجوفية كبريتية وفي حال توفر المياه فيمكن زراعة الرمان والفل والمانجو

## النشاط الاقتصادي للسكان
كان السكان قبل خمس وثلاثين سنة تقريبا يعملون في صناعة البز وصباغته وحياكته ويصدرونه إلى صنعاء وعدن ومن ثم إلى دول الجوار في الخليج والقرن الأفريقي كما اشتهرت أجزاء من القرية بصناعة المدر وسميت تلك المناطق باسم المهنة وكانوا يشعلون النار لصناعة المدر كل أربعاء من الأسبوع ويعتمد السكان حالياَ على الهجرة والاغتراب فأكثر من نصف سكان القرية إما مغتربون في المملكة العربية السعودية أويعملون في مدن يمنية وتشهد القرية حركة بناء واسعة على حساب الرقعة الزراعية الضيقة.